# Zuiderfennenspolder
De Zuiderfennenspolder is een polder in de streek Gaasterland ten zuiden van Rijs in de provincie Friesland.
De polder ligt ten zuidwesten van de Jan Schotanuswei tussen de dorpen Rijs en Oudemirdum en ten noordoosten van de dijk langs het IJsselmeer. Door het gebied loopt de Sefonstervaart. Aan de noordwestzijde ligt de Sefonsterpolder en het Rijsterbos. Aan de kust het Mirnser Klif en in het oosten het Jolderenbos.

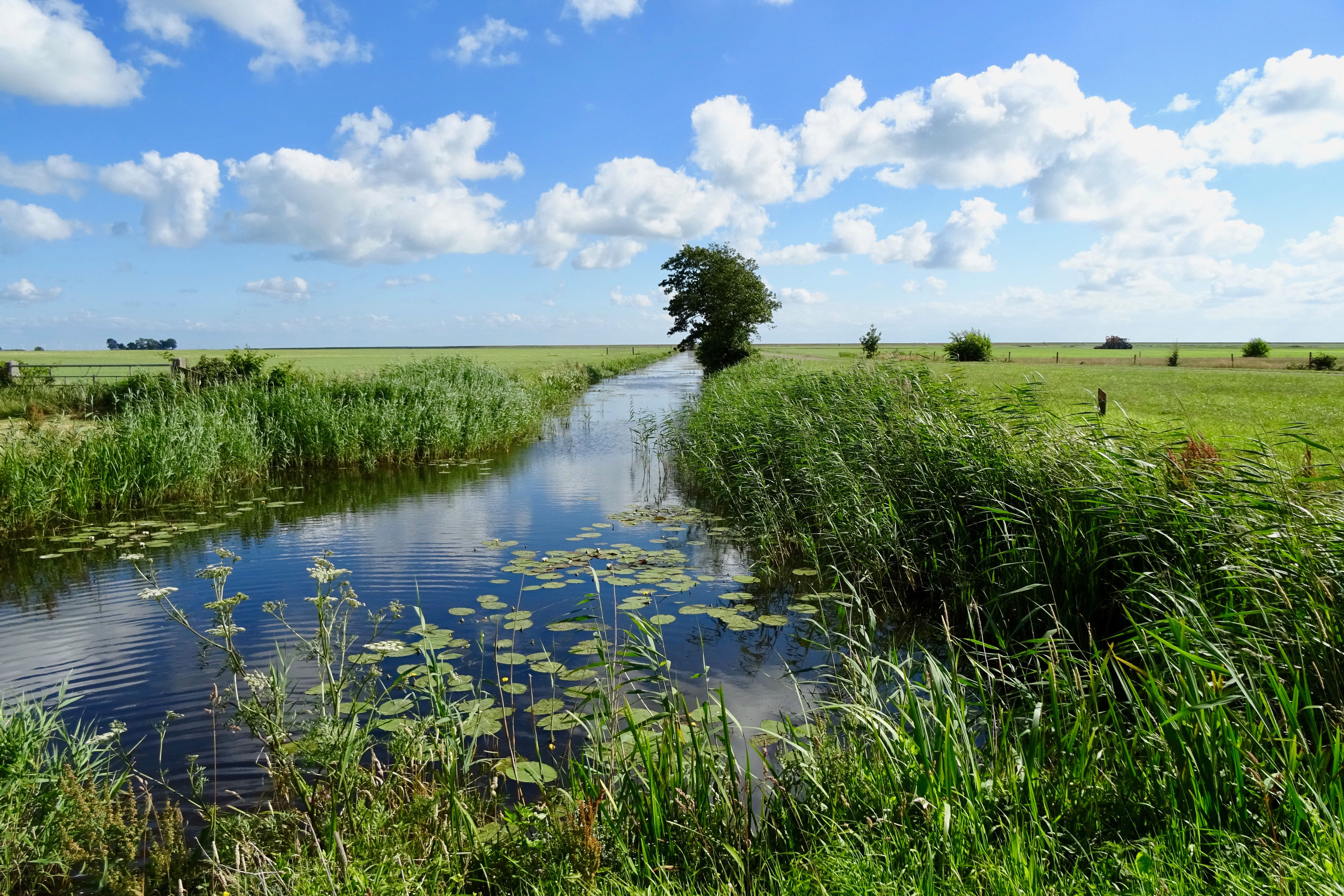
De Sefonstervaart door de Zuiderfennenspolder